# Bosnalijek
Bosnalijek d.d. – bośniackie przedsiębiorstwo farmaceutyczne, z siedzibą w Sarajewie.
Spółka została założona w Sarajewie 10 stycznia 1951 roku. Początkowo produkowała głównie farmaceutyki na licencji zachodnich koncernów (Astra, Byk Gulden, Upjohn, Medarmil). W 1957 roku zarejestrowała Favistan, lek z grupy tyreostatyków (tiamazol). W 1972 roku firma połączyła się z Wojskowym Instytutem Medycznym, a rok później przejęła spółkę Astro Soap, produkującą m.in. kosmetyki. W 1984 do przedsiębiorstwa przyłączono Instytut Farmacji Klinicznej Uniwersytetu w Sarajewie.
W latach 2001–2012 głównym udziałowcem spółki była Międzynarodowa Korporacja Finansowa. W 2013 roku większościowy pakiet akcji nabyła grupa inwestycyjna Haden z Luksemburga. Haden posiada ok. 30% akcji, 19% należy do państwa, pozostałe są w rękach drobnych inwestorów i funduszy inwestycyjnych. W 2016 roku rząd Bośni i Hercegowiny próbował sprzedać swój pakiet, nie znalazł jednak inwestora.
Wśród produktów firmy znajdują się m.in.:
- Favistan (tiamazol).
- Rodavan N (dimenhydrynat)
- Nomigren (środek przeciw migrenie, zawierający propyfenazon(inne języki))
- Enterofuryl (nifuroksazyd)
- Kofan Instant (środek przeciwbólowy zawierający paracetamol, propyfenazon i kofeinę)
- Lysobact (lizozym i pirydoksyna)
- Venosan (środek przeciw żylakom na bazie heparyny)
- Esbesul (kotrimoksazol)
- Ketobos (ketoprofen)
- Kamfart
- Pilfud (minoksydyl)
- Stomatidin (heksetydyna)